# Robert Ford
Robert Newton Ford, también llamado Robert Ford o Bob Ford (Condado de Ray, Misuri; 8 de diciembre de 1861 - Creede, Colorado; 8 de junio de 1892), conocido como el hombre que mató a Jesse James, fue un bandido estadounidense de finales del siglo XIX, famoso por haber dado muerte a traición al jefe de su banda, Jesse James.

## Biografía

### Primeros años
Robert Newton Bob Ford nació en 1861 en Ray County, Misuri, hijo de James Thomas Ford y Mary Bruin. Desde pequeño sentía una profunda admiración por Jesse James y por la vida de los forajidos. 
En 1880, por mediación de su hermano Charlie Ford, cumplió su sueño de conocer a Jesse James, uniéndose a su banda poco después y participando en el asalto de un ferrocarril en Blue Cut, Misuri, el 7 de septiembre de 1881. En noviembre de 1881, tras el asalto al tren, Frank James, hermano de Jesse, decidió abandonar la banda y establecerse en Lynchburg, Virginia.

### Uniéndose a la banda
Sobre el verano de 1882 casi todos los miembros de la banda estaban muertos, detenidos o retirados, excepto los hermanos Ford. Robert y Charlie se fueron a vivir a casa de James en St. Joseph junto a su esposa y sus dos hijos, para preparar su siguiente robo en Platte City, Misuri, pero Robert tenía un acuerdo con el gobernador Thomas T. Critteden, que le había prometido un indulto total y una recompensa de 10 000 dólares a cambio de que entregara o matase a Jesse James, en aquellos momentos el criminal más buscado.

### Asesinato de Jesse James
El 3 de abril de 1882, Robert Ford dio muerte al famoso forajido disparándole en la parte posterior de la cabeza mientras se encontraba limpiando un cuadro. Robert y Charlie se entregaron inmediatamente a las autoridades, pero para su sorpresa fueron condenados a muerte. El gobernador los indultó pocas horas después, aunque solo le entregaron una fracción de la suma prometida.
Parece ser que a Robert Ford también le inmortaliza en cierto modo la lápida que encargó la madre de Jesse James. En ella está grabado: 

En memoria de mi hijo amado, asesinado por un traidor y un cobarde cuyo nombre no merece figurar aquí

Los hermanos Ford se vieron entonces obligados a malvivir posando en fotos y haciendo representaciones teatrales de escaso éxito, en las que recreaban el asesinato de James. En 1884, Charlie, enfermo terminal de tuberculosis y adicto a la morfina, se suicidó. Robert abrió un bar en Las Vegas, llegando a desempeñar un cargo policial, pero escapó supuestamente tras ser retado a duelo por José Chávez y Chávez, un exsocio de Billy the Kid.

### Últimos años
Tras el asesinato, Robert Ford recaudó dinero posando en fotos, que se titularon bajo el nombre el hombre que mató a Jesse James. Posteriormente, se instaló en Kansas City, y allí sobrevivió a un intento de asesinato en 1889, tras lo cual emigró a Colorado. En 1892 se trasladó a la próspera ciudad de Creede City, donde abrió una cantina. Se produjo un nuevo atentado contra su vida, del que salió ileso, y poco después su negocio se incendió misteriosamente, el 5 de junio de 1892.

### Muerte
El 8 de junio de 1892, tres días después del incendio, un hombre llamado Edward O'Kelly, ferviente admirador de Jesse James, entró en su local armado con una escopeta y le saludó. Robert giró la cabeza para ver quien era y recibió un disparo en la cabeza que le causó la muerte instantánea. No consiguió ver quién fue su asesino. Fue enterrado en Creede, pero luego fue exhumado y se le trasladó al cementerio de Sunny Slope en Richmond, Misuri. En su lápida se puede leer: 

El hombre que disparó a Jesse James

El objetivo de Edward O’Kelly fue probablemente convertirse en el hombre que mató al hombre que mató a Jesse James, y lo consiguió. Tras el asesinato, fue sentenciado a cumplir cadena perpetua en la penitenciaría de Colorado por asesinato de segundo grado, se recogieron más de 7000 firmas para exigir la liberación de O'Kelly, y el 3 de octubre de 1902 le indultaron, además de tener también problemas de su salud.
Apenas dos años más tarde, en 1904, murió a manos de A. G. Paul, un policía que trataba de arrestarle, saltando este a la fama como el hombre que mató al hombre que mató al hombre que mató a Jesse James.
Si bien no se sabe mucho acerca de qué pensó Robert Ford cuando lo asesinó, es muy común en la actualidad escuchar que Robert Ford vivió arrepentido de haberlo asesinado, ya que fue víctima del odio colectivo por esta «traición» hacia Jesse James.

## Cultura popular

### Cine
En la película El asesinato de Jesse James por el cobarde Robert Ford, es interpretado por el actor Casey Affleck, papel por el que fue nominado al Óscar y al Globo de Oro en la categoría de Mejor Actor Secundario.
Con anterioridad, en 1939, John Carradine le encarnó en el filme Tierra de audaces, de Henry King.y en su secuela La venganza de Frank James dirigida por Fritz Lang  en 1940.
Aparece en La casa en la pradera como uno que mató a Jessie James luego de «encontrarlo» por casualidad y causarle muerte por cobrar venganza en la muerte de su hermano.

### Videojuegos
En el videojuego wéstern Call of Juarez: Gunslinger, lanzado el 22 de mayo de 2013, aparece una pequeña biografía sobre él.